# Terpsiphone rufocinerea
Terpsiphone rufocinerea là một loài chim trong họ Monarchidae.